# أوي تادا
أوي تادا (باليابانية: 多田葵) مواليد 3 يوليو 1981، هي مغنية ومؤدية أصوات يابانية.

## أعمالها في الأداء الصوتي
- كاوبوي بيباب
- أبطال الديجيتال الجزء الثالث
- أبطال الديجيتال الجزء الثاني

## وصلات خارجية
- أوي تادا على موقع IMDb (الإنجليزية)
- أوي تادا على موقع ميوزك برينز (الإنجليزية)
- أوي تادا على موقع ديسكوغز (الإنجليزية)
- أوي تادا على موقع قاعدة بيانات الفيلم (الإنجليزية)
- أوي تادا على موقع ANN person (الإنجليزية)
- أوي تادا  في شبكة أخبار الأنمي